# Sublegatus
Sublegatus là một chi chim trong họ Tyrannidae.